# Heterostylodes laevis
Heterostylodes laevis är en tvåvingeart som först beskrevs av Stein 1898.  Heterostylodes laevis ingår i släktet Heterostylodes och familjen blomsterflugor. Inga underarter finns listade i Catalogue of Life.